# 마식령산맥
마식령산맥(馬息嶺山脈, Masikryong mountains)은 낭림산맥(狼林山脈)의 남쪽 마식령에서 갈려, 황해도와 경기도의 도계를 이루면서 서남방향으로 뻗은 길이 150km, 높이 500~1,400ｍ의 산맥이다. 이 산맥은 본래 한 줄기의 산맥이었으나 임진강의 본지류에 의해 세 줄기로 갈라졌다.산맥 북부는 1,300~1,500ｍ이며 심한 협곡을 이루고 있다. 그 중 임진강 본류와 그 지류 고미탄천 상류 계곡은 양쪽이 병풍 같은 절벽을 이루어 이름난 산악지대이다. 이 산맥 중에는 백암산(1,229ｍ)·제두산(1,340ｍ)·추애산(1,529ｍ) 등 이름난 산이 있다. 이 산맥 일대는 고도에 비하여 기온이 낮다. 그러므로 식물상이 갑산 일대와 비슷한 것이 특징이다.